# Lingua apache occidentale
La lingua apache occidentale o Coyotero Apache, appartiene alla Famiglia linguistica delle Lingue na-dene, sottofamiglia delle Lingue athabaska, ramo Lingue apache. È la lingua parlata da circa 14 000 persone appartenenti agli Apache occidentali, che vivevano originariamente nell'Arizona centro-orientale.
Secondo Goodwin (1938) la lingua può essere suddivisa in cinque dialetti:
- Cibecue
- Tonto settentrionale
- Tonto meridionale
- Lingua della riserva indiana apache di San Carlos
- Lingua white mountain

Altri studiosi ritengono invece che si debba parlare solo di tre gruppi dialettali:
- Lingua della riserva indiana apache di San Carlos
- Lingua white mountain
- Lingua dilzhe'e o Tonto

L'Apache occidentale è strettamente correlato con altre lingue appartenenti al gruppo Athabaskan meridionale come il Navajo, la Lingua Chiricahua-Mescalero, l'Apache Lipan, il Kiowa-Apache o l'Apache Jicarilla.
Nel 2011, il San Carlos Apache Tribe's Language Preservation Program, situato a Peridot (Arizona), ha iniziato la sua opera verso i "14 000 membri della tribù che risiedono all'interno dei distretti di Bylas, Gilson Wash, Peridot e Seven Mile Wash" dei quali solo il 20% parlavano ancora la lingua correntemente.